# Хлебодарное
Хлебода́рное — село в Целинском районе Ростовской области.
Входит в состав Хлеборобного сельского поселения.

## История
Основано село в 1922 году переселенцами духоборами из Закавказья.

## Население
| 2010 |
| ---- |
| 557  |

## Улицы
- ул. Зелёная,
- ул. Механизаторов,
- ул. Молодёжная,
- ул. Трудовая,
- ул. Центральная.